# 土木堡之变
土木堡之变（又稱土木之变或己巳之变），是指明朝正統十四年八月十五日（公元1449年9月1日），明英宗朱祁镇御駕親征北伐瓦剌后退途中，于北直隶宣府镇土木堡（今河北省张家口市怀来县境内）遭遇瓦剌军袭击，慘敗被俘的事变。同时也是正统十四年七月至八月十五日期间，明朝和瓦剌在大同、宣府两地爆发的一系列军事冲突的统称。
明英宗遭俘后被拘往北方囚禁，因此明朝史学家在史书中将该事件讳之为北狩。土木堡之变是明朝對外政策開始由攻勢轉為防禦的标志性事件。

## 背景

### 明朝朝廷的派系斗争
宣德十年（1435年），明宣宗去世。宣宗的儿子英宗继位时年仅八岁，不谙世事。太皇太后张氏为其选定了前朝重臣五人，分别是英国公张辅，礼部尚书胡濙，及并称为“三杨”的杨士奇、杨荣、杨溥。然而，小皇帝对五位大臣的经筵、政务毫无兴趣，反而重视身边的司礼监太监王振。王振入宫前本是个颇知诗书的儒学教官，进宫后负责教小太监读书识字，故人称“王先生”。他为人乖巧，善察言观色，作为英宗的贴身宦官，经常安排英宗游猎骑射、巡幸西苑，讨得英宗欢心。有了皇帝作靠山，王振渐渐染指朝廷事务，但因太皇太后张氏全力支持三杨辅弼朝政，一切政务皆归三杨处理，王振忌惮太皇太后威望，不敢公然干政，朝廷风气尚不至于败坏，《明史》称正统初年“天下清平，朝无失政”。正统五年（1440年），三杨中的杨荣去世，正统七年，太皇太后张氏去世，王振利用明英宗亲政的机会，开始独断朝纲，擅操权柄，侵占内阁职权。然而杨士奇、杨溥束手无策，既不敢拼死上谏，也不愿与其和衷共济，仅仅划清界限，明哲保身。张辅一介武夫，毫无执政经验；胡濙虽是礼部尚书，但并无政绩才情可言，期间“失去本部印者凡三度”，最后被劾入狱，“而印偶獲，則部吏所盜也，上始宥之”，此二人与三杨并立顾命大臣实乃滥竽充数。至正统十一年，三杨尽皆去世，而新任阁臣曹鼐、张益等又无法钳制王振权力，“内阁权一归振”。

### 明朝地方动乱和西南边患
正统年间，农民土地被封建大地主侵吞、兼并，百姓被繁重的徭役征发、层层加码的税款折磨苦不堪言，旱灾、水灾、蝗灾在全国各地频繁发生，大量的自耕农破产成为流民。流民又形成造反起义的主要力量，正统十二年至十四年间，闽、浙、粤、赣、贵等地纷纷爆发农民运动，其中以叶宗留、邓茂七、黄宗养等人的起义声势最为浩大，发展至数万人，明廷边剿边抚，常常是一波未平，一波又起，官军疲于应付。
在西南边陲麓川，又有麓川平缅军民宣慰使司思任发父子起兵作乱，以黔国公沐昂、兵部尚书王骥为首的主战派认为西南边患已久，反复无常，“在所必诛”。太监王振亦从旁鼓吹战争。而身为顾命大臣的大学士杨士奇为求自保，态度暧昧，既不敢公开反对，也没有力主抚边。正统六年（1441年）明英宗下令发兵征剿，是为麓川之役。此役导致双方深陷长达十余年的战争泥潭，王骥三征麓川，征发近50万兵力，亦未能完全剿灭思任发势力，最终与其幼子思禄约定，双方金沙江边立石为界，誓曰“石烂江枯，尔乃得渡”。思禄听命，王骥班师。明廷因此耗费大量军资，“府库为竭”，国力斫损。为弥补财政空虚，又加大了对其他地方的征税，进一步激化了地方矛盾。为镇压南方各地的农民运动及叛乱，大量军队调往南方作战，削弱了北方守备力量。

### 明朝北方边防的松弛
明朝建立后，北边蒙古仍然反复骚扰，严重威胁明廷的统治。明太祖朱元璋、明成祖朱棣多次北征，沉重打击了蒙古游牧势力，为巩固边防，又设立九边重镇。初设立时，常驻军的给养大多依赖军屯，自给自足。然而至宣德年间，侵占军屯的情况便十分严重，时任陕西巡按张勗反映“大同屯田多为豪右占据”，军饷严重不足，只能由国家财政支出，军饷问题成为明朝中后期统治者无法解决的死结。
在军队卫所服役的士兵生活异常艰苦，月粮过低，又常被军官克扣，难以养家，军心涣散。因此军队逃兵的现象屡禁不止，甚至有士兵“相聚为盗贼，或兴贩私盐”。正统十三年（1448年）四月，兵部奏报“清勾军士共六十六万六千八百……今止清出六万一千二百人。其未清出之数，较之已清出之数殆十倍之。”地方各级军政长官对逃兵问题不予约束，甚至故意放纵，既侵吞了原来士兵的军饷，又能借此勒索逃兵及其家属，中饱私囊。正统年间，山东巡按御史李纯视察某百户所，竟发现规定的120人行列，仅剩1人未逃。除了逃兵问题，士兵被军官占役的情况亦屡禁不止，既荒废了军事操练，也影响了军屯的收入。大量士兵俨然成为了军官的家丁，被军官指挥“出境捕鱼”“造私居第”，边备废弛。
而士兵武备的不堪，更严重影响了卫所军的作战能力。正统初年，陕西沿边卫所官军反映“缺少军器以千万计”，陕西副都御史向英宗报告称“军士披执器械皆不坚利”。工部也上奏称打造盔甲军器六万四千余件，将士反映“多不如法”，镇守蓟州总兵官都督同知报告沿边守关官军缺衣少甲。原因除了财政不支，更多的是各级军官工匠克扣物料、分润自肥。边军作战能力低下，也是导致土木堡之变的重要原因。

### 瓦剌壮大与也先即位
12-14世纪，由所谓“林中百姓”（hoi-yin irgen）演化而来的斡亦剌（即后来的瓦剌）部是蒙古西北部的重要部族，他们曾与铁木真家族联姻，但长期作为蒙古的附属存在，直到十五世纪初才有反客为主的契机。
正统四年（1439年），瓦剌首领脱懽死，其子也先嗣位。脱懽在位时，兼并太平、把秃孛罗等部，统一了瓦剌，立蒙古黄金家族后裔脱脱不花为大汗，脱懽自任太师，实掌大权，统一了漠北诸部。也先继位后，实力进一步壮大，自称太师淮王。经过脱懽及其子也先的经营，瓦剌势力强盛，时刻窥伺中原地区。也先不从脱脱不花号令，脱脱不花与也先分别先各自遣使来明朝贡，明朝也都予以承认和接纳，分别给予赏赐。也先在遣使向明朝贡的同时，不断扩张其势力，骚扰明朝北方边境。

### 瓦剌对明朝边境的骚扰
自正统九年（1444年）起，瓦剌便在积极准备大规模进攻明朝，并对明朝北部边境外的部族展开了一系列军事行动。正统十年（1445年）也先攻入哈密卫，次年征服兀良哈三卫，再次年又攻入沙州卫、赤斤蒙古卫与罕东卫等嘉峪关西三卫，彻底控制了蒙古漠南、漠西、漠北，日益形成对明朝的威胁。当时明廷许多官吏都认识到这一问题，力主警惕戒备。但当时正值王振擅权，也先因而与王振结纳，王振对明朝边境北部边防不作任何战备措施，甚至还不断指使其亲信大同镇守太监郭敬“递年多造钢铁箭头，用瓮盛之以遗瓦剌使臣”，而也先则“每岁以良马等物资”贿赂和报答王振和郭敬。

## 起因
正统十三年十二月（1448年），也先和诸蒙古首领遣使向明朝贡马，虚报人数以冒领明廷赏物。其中，属于脱脱不花汗的使臣号称有471名，实际上只有414名，也先使臣号称2,257名，实际只有1,358名，买卖回回号称有870名，只有752名，加起来实际使臣数量共计2,524名，比号称的少了1,074名。司禮監王振核實使者人數后叫禮部按實際人數發給賞賜，又將貢馬削價五分之四，僅付給索求諸物的五分之一。
也先贡使称：“此聘禮也（供马为迎娶明朝公主聘礼），”明廷答复：“詔無許姻意（没有许婚这回事）”。原来事前也先遣使向明朝入贡，重金贿赂翻译官员，探听明廷的虚实。也先还曾提出过与明廷皇室通婚的要求，明朝翻译官员私下许诺，事后尚未奏报明廷。也先以为通婚成功，方才遣使贡马作为聘礼。事后也先以明朝刁难贡使并撕毁婚约及随意克减岁赐为由，集结军队出兵大举进攻明朝边境。

## 过程

### 明英宗亲征前

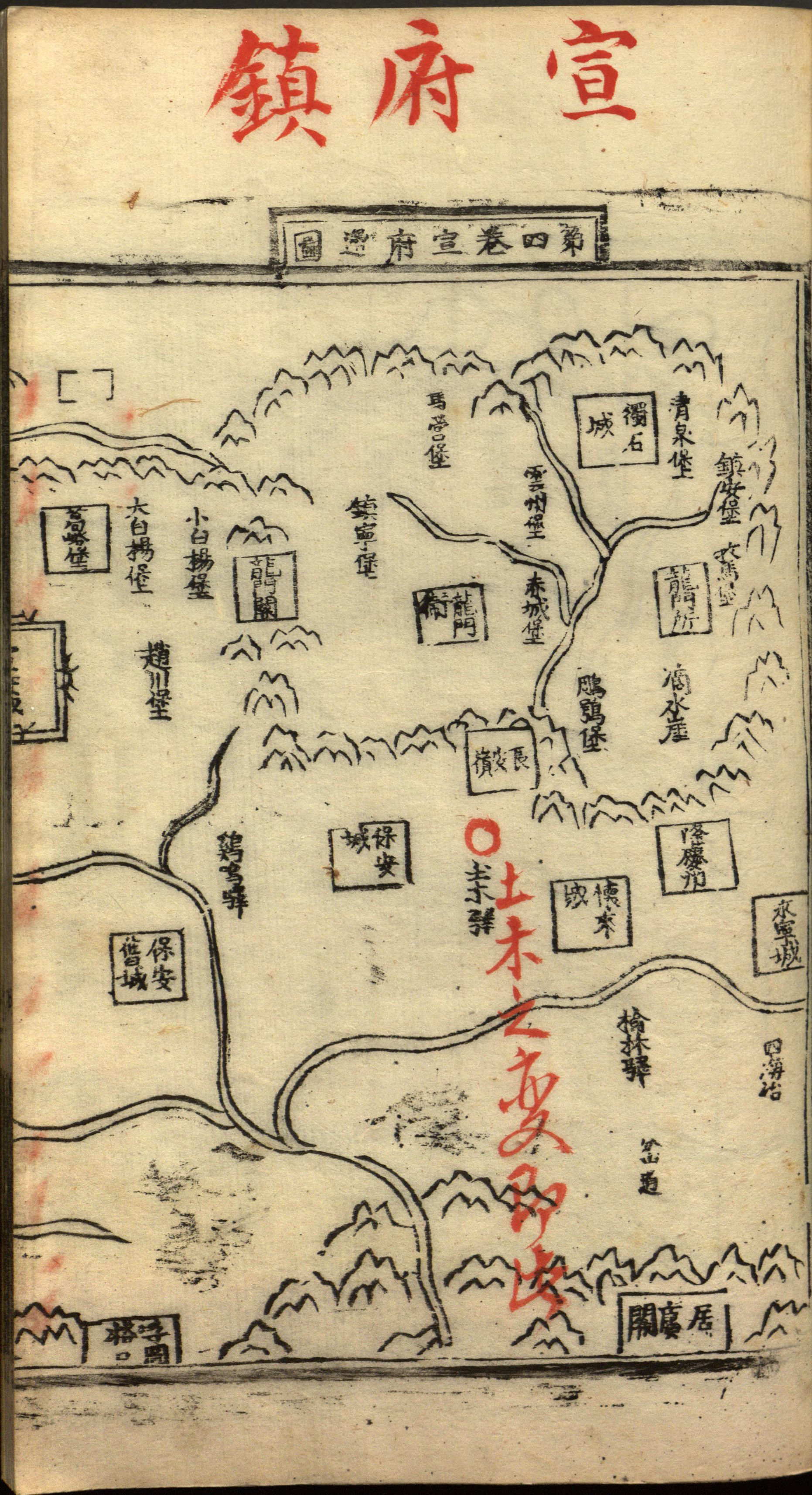
皇明九邊考宣府鎮

正统十四年（1449年）秋七月，也先召集諸部，兵分四路進攻明朝邊境。脫脫不花以兀良哈攻遼東，阿剌知院攻宣府（今河北宣化），圍赤城，又遣別騎攻甘州。七月十一日，也先攻大同，明朝大同右参将吴浩于猫儿庄（今山西阳高县北一带）迎战瓦剌，兵败战死。七月十五日，大同总督宋瑛、驸马都尉井源、总兵官朱冕、左参将都督石亨四员将领各率兵一万赴阳和口（今山西阳高县西北）防御。紧接着，西寧侯宋瑛、武进伯朱冕、左参将石亨等率明军與瓦剌戰於陽和。由于太监郭敬從中作梗，致使明军大败，全军覆灭。宋瑛、朱冕战死，石亨單騎奔还逃回大同城内，郭敬躲藏在草丛中才躲过一劫。也先军队锐不可挡，大同明军交战失利。塞外城堡，接连失陷。明军几经接战，前线败报频传，太監王振此前曾有主导远征云南麓川土司获胜的功绩，此时希望借与蒙古开战的机会继续擴权，因而蛊惑明英宗御驾親征。吏部尚書王直等人則认为“边鄙之事，自古有之”，只要“将士用命，必可图胜”，朝廷应以守为主，劝谏英宗“不必亲御六师，以临塞下”。但英宗不聽，在不知瓦剌军队主力方向的情况下，诏令迅速集结军队，两日内出兵讨伐也先。

### 亲征及土木堡事变
正统十四年七月十七日，明英宗不顧吏部尚書王直等群臣反對，偕同王振率军五十餘萬御驾亲征。命皇弟郕王朱祁鈺負責留守京师。此次出征，诏下两日五十万大军即匆忙集结启程，各项准备均不足，上下一片混乱。亲征诏书下达后，英宗对文武大臣的多次劝谏置之不理。英宗虽然名为亲征，但军务大事皆由监军太监王振决定，将领处处受王振节制，无法按己意指挥作战，而王振不懂军事，指挥接连失当，致使明军屢戰屢败。明军出京西行，之后前方败报频传，一路伏尸蔽野，军队士气低落，加之风雨交加，众皆危惧，军纪大坏。随军群臣多次上表劝谏英宗止行，王振大怒，命上表群臣到阵前助威。大军尚未到达大同，明军已经开始缺粮。士兵饥疲交加，沿途多有僵尸。而瓦剌军队佯败避戰，引诱明军深入险境。
八月初一，明军到达大同。初二，英宗驻跸大同。王振又下令继续向北进军，途中众文武大臣多次劝谏。兵部尚书鄺埜冒死闯进英宗行在“力請回鑾”，户部尚书王佐整日跪伏在草丛中，请求皇帝南还，钦天监监正彭德清以天象示警相劝，皆为王振叱回。学士曹鼐说：“臣子固不足惜，主上系天下安危，岂可轻进！”王振生气地说：“倘有此，亦天命也”。不久駙馬都尉井源战败的消息传来，镇守太监郭敬秘告王振以现在的形势断不可再向北前进，此时王振才开始打算班师。次日遂起兵班师返程时，大同總兵郭登告訴學士曹鼐等人，車駕宜從紫荊關（今河北易縣西北）進入，王振不聽。王振想让明英宗从他的家乡蔚州（今河北蔚县）经过，行四十里后，怕大军过境时损坏庄稼，又急令军队東回宣府，此时瓦剌大军已经追至。
八月十三日，恭顺侯吴克忠、都督吴克勤率領的蒙古騎兵大敗，兩人战死。成国公朱勇、永順伯薛綬率三萬騎兵前去阻擊瓦剌追兵，至鷂兒嶺时遭瓦剌伏击，全軍覆没。同日英宗一行抵达土木堡（今河北怀来縣東南），离怀来城仅二十里，王振以自己的千餘輛輜重车還未到達，下令就地宿營。兵部尚书鄺埜一再要求尽快驰入居庸关，以保证安全，王振却怒斥道：「腐儒安知兵事！再妄言必死！」鄺埜說：「我為社稷生靈，何得以死懼我！」王振更加生氣，叱左右扶出。土木堡旁無水泉，各处的要道也很快被瓦剌军队占据。
八月十四日，英宗想要繼續前進，但瓦剌大軍已經逼進，不敢动。明軍人馬無水可飲已達二日，饑渴難耐，挖井二丈仍無水。土木堡之南十五里處有河，也被瓦剌軍队控制。瓦剌军队从土木堡麻谷口大举进攻，都指挥郭懋拒战终夜，瓦剌援军仍不断增加。
八月十五日，也先遣使詐和，以鬆懈明军。明英宗召曹鼐起草诏书，派遣二個通事（通譯）與瓦剌使者回去。王振緊急下令移營，军队行军秩序列大乱。明军南行三四里，瓦剌大军突然折回，“四面攻圍”，明軍“兵士爭先奔逸，勢不能止”。瓦剌鐵騎進入明軍陣中，大喊脫掉盔甲丟棄武器者不殺，明軍很多裸體而死。英國公張輔，泰寧侯陳瀛，駙馬都尉井源，平鄉伯陳懷，襄城伯李珍，遂安伯陳塤，修武伯沈榮，都督梁成、王貴，尚書王佐、鄺埜，學士曹鼐、張益，侍郎丁鉉、王永和，副都御史鄧棨等，皆戰死，從臣只有蕭維楨、楊善、李賢等數人僥倖逃出。
混乱中，護衛將軍樊忠在皇帝身边用棰将王振捶死，曰：「吾為天下誅此賊！」在突圍时殺死數十人后战死。明英宗突围不成，下馬盤膝面南坐，不久被俘。此役明軍死者數十萬，京师劲甲精骑皆陷没，所余疲卒不及十万。随从文武大臣阵亡五十余人。騾馬二十餘萬並衣甲器械輜重盡為也先掠奪。太監喜寧投降，后将中國虛實告訴也先。

### 事变后
事变发生后，因主力全军覆没、国君北狩、英国公与四部尚书侍郎丧命，南边一时大乱，甚至有朝堂南迁之议。英宗生母孙太后临危摄政，决意据守京师，并于八月十八日任命郕王朱祁鈺監國、八月二十日立朱见深为太子，任用于谦等人进行布置。
而在北边，大胜而归的瓦剌军继续进军，并于八月十六日到达雷家站。英宗遣袁彬、梁貴回京取钱物予也先。

## 陣亡名單
- 英國公張輔，泰寧侯陳瀛，駙馬都尉井源，平鄉伯陳懷，襄城伯李珍，遂安伯陳塤，修武伯沈榮。
- 都督梁成、王貴，尚書王佐、鄺埜，學士曹鼐、張益。
- 侍郎丁鉉、王永和，副都御史鄧棨[47]。
- 龔全安，蘭谿人。進士，授工科給事中，累遷左通政。歿贈通政使。
- 黃養正，名蒙，以字行，江西瑞安人。以善書授中書舍人，累官太常少卿。歿贈太常卿。
- 戴慶祖，溧陽人，王一居，直隶上元人。俱樂舞生，累官太常少卿。歿俱贈太常卿。
- 包良佐，字克忠，浙江慈谿人。進士，授吏科給事中。
- 鮑輝，字淑大，浙江平陽人。進士，授工科給事中，數有建白。
- 張洪，福建安福人。黃裳，字元吉，曲江人。俱進士，授御史。
- 魏貞，直隶懷遠人。進士，官御史。
- 申祐，字天錫，貴州婺川人，拜四川道御史。
- 尹竑，字太和，四川巴縣人。童存德，字居敬，蘭谿人。俱進士，官御史。
- 林祥鳳，字鳴皐，福建莆田人。由鄉舉授訓導，擢御史。
- 齊汪，字源澄，天台人。以進士歷兵部車駕司郎中。
- 程思溫，婺源人。程式，常熟人。逯端，仁和人。俱進士，官員外郎。
- 俞鑑，字元吉，桐廬人。以進士授兵部職方司主事。
- 張瑭，字廷玉，慈谿人。進士，授刑部主事。
- 尹昌，吉水人。進士，官行人司正。
- 羅如墉，字本崇，廬陵人。進士，授行人。
- 劉容，太僕少卿。凌壽，尚寶少卿。
- 夏誠、孫慶，皆御史。
- 馮學明，郎中。
- 王健，員外郎。
- 俞拱、潘澄、錢昺，皆中書舍人。
- 馬預，大理寺副。
- 劉信，夏官正。李恭、石玉，序班。里居悉無考[48]。
- 樊忠，護衛將軍。
- 王振，司禮太監[40]，時任明朝擅權者，明軍混戰時被明將誅殺。

## 影響
土木堡一战，明军死伤过半。京军精锐毁于一旦，武将重臣多人战死。太监喜宁投降，为讨好也先，向瓦剌透露了明朝的情报。明正统十四年（1449年）九月底，也先在喜宁的建议下，以“奉皇帝还”的名义，率军挟持英宗再度南侵，明朝遭遇到開国八十多年以来所未曾有的严重危机。英宗兵敗被俘的消息传到北京，为了稳定局势，廷臣联合奏请皇太后立英宗弟郕王朱祁钰為帝，遥尊被俘的明英宗朱祁镇为太上皇。明朝命兵部尚书于谦率军迎战進攻北京的瓦剌軍，引发京师保卫战。土木堡之变削弱了明朝的邊防力量，明朝此後不再大幅扩张疆土，改为大幅修建長城，加強北方邊防。
此战使明朝国力受到削弱，成为明朝由鼎盛前期进入守成中期的转折点。

## 其他观点
厦门大学傅小凡教授认为，英宗才是明軍的真正指挥者，身為太監的王振根本不可能指挥軍隊，只是为英宗頂替罪名而已。

### 引用
1. ↑  [1]张欣. 论"土木之变"前后明朝与朝鲜间的交涉[D]. 延边大学, 2017.
2. ↑  《明英宗实录》卷一百八十：“陞遼東廣寧右衛指揮僉事趙忠為指揮同知，贈其妻左氏為淑人。初忠守備鎮靜堡，達賊來侵，忠與戰不退，賊攻圍甚急，左氏曰：“此堡旦夕必破，破則吾寧死不受辱。”遂與母及三女皆自縊死。忠悉力拒守，賊解圍去，城賴以全。鎮守左都御史王翱以聞，上嘉其忠節，故有是命。仍遣官諭祭，賜金營葬，旌其門曰“貞烈”
3. ↑  《抚安东夷记》：正统十四年，也先犯京师，脱脱卜花王犯辽东，阿乐出犯陕西，各边俱失利，而辽东被杀虏尤甚。以故朵颜三卫并海西、建州夷人处处蜂起，辽东为之弗靖者数年，至景泰后始克宁谧。
4. ↑  《续藏书》：也先战大同，把八平章战死；战北京，卯那孩平章及其弟孛罗死。人马约九万，战死疫死，不下万余。
5. 1 2  《明史紀事本末》（卷32）：「遂偕王振並官軍五十餘萬人。」但李贤《天顺日录》载：“二十余万人中伤居半，死者三之一，骡马亦二十余万，衣甲兵器尽为胡人所得，满载而还。”
6. 1 2 3 4 5  翟禹. . 内蒙古社会科学院历史研究所.   [2013-12-26]. （原始内容存档于2018-04-27）.
7. 1 2 3 4  秦贤宝. . 《紫禁城》.   [1993年 第1期]. （原始内容存档于2020-10-23）.
8. 1 2  白寿彝. . 上海人民出版社. 1995.
9. ↑  《明史》（卷169）：行在禮部印失，詔弗問，命改鑄。已，又失，被劾下獄。未幾，印獲，復職。
10. ↑  赵毅; 罗冬阳. . 人民出版社. 2019: 44–45. ISBN 978-7-01-020602-8.
11. ↑  查继佐. .
12. ↑  明史·卷三百十四·云南土司传二，8120页，麓川平缅条："骥等虑师老，度贼不可灭，乃与思禄约，许土目得部勒诸蛮，居孟养如故，立石金沙江为界，誓曰“石烂江枯，尔乃得渡”。"
13. ↑  李鸣飞. . 史林. 2021-08-01.
14. 1 2 3  白翠琴.  第一版. 长春市: 吉林教育出版社. 1991. ISBN 7-5383-1394-X. OCLC 25627217.
15. ↑  范文澜、蔡美彪. . 人民出版社. 1996.
16. 1 2  賴家度、李光壁. . 上海人民出版社. 1955. OCLC 122867256.
17. ↑  《明英宗实录》第一百七十三卷：“迤北瓦剌脫脫不花王等使臣完者帖木兒等，續進馬一百二十四匹、駝三隻，給賞有差。禮部奏：大同總兵官武進伯朱冕遣人齎到山西行都司都指揮馬義簿冊，并鎮守居庸關署都指揮僉事李景等奏俱報，迤北瓦剌脫脫不花王及也先使臣，并買賣回回阿里鎖魯檀等，共三千五百九十八名，已行支給下程。今會同館查得：脫脫不花王使臣四百七十一名，止有四百一十四名；也先使臣二千二百五十七名，止有一千三百五十八名；買賣回回八百七十名，止有七百五十二名；共二千五百二十四名，比原來數通少一千七十四名。義不從實開報，冕、景不嚴切盤驗，俱當究治。上宥冕、景，命廵按監察御史執義問如律。”
18. ↑  《明史紀事本末》（卷32）：「十四年春二月，也先遣使二千餘人進馬，詐稱3,000人。王振怒其詐，減去馬價，使回報，遂失和好。先是，也先遣人入貢，通事輩利其賄，告以中國虛實。也先求結婚，通事私許之，朝廷不知也。至是，貢馬，曰：“此聘禮也。”答詔無許姻意，也先益愧忿，謀寇大同。」
19. ↑  《明史》（卷328）：「十一年冬，也先攻兀良哈，遣使抵大同乞糧，幷請見守備太監郭敬。帝敕敬毋見，毋予糧。明年，復致書宣府守將楊洪。洪以聞，敕洪禮其使，報之。頃之，其部眾有來歸者，言也先謀入寇，脫脫不花止之，也先不聽，尋約諸番共背中國。帝詔問，不報。時朝使至瓦剌 ，也先等有所請乞，無不許。瓦剌使來，更增至3,000人，復虛其數以冒廩餼。禮部按實予之，所請又僅得五之一，也先大愧怒。」
20. ↑  《明史》（卷328）：「十四年七月，遂誘脅諸番，分道大舉入寇。脫脫不花兀良哈寇遼東，阿剌知院寇宣府，圍赤城，又遣別騎寇甘州，也先自寇大同。參將吳浩戰死貓兒莊，羽書踵至。」
21. ↑  《明史》（卷10）：「秋七月己丑，瓦剌也先寇大同，參將吳浩戰死，下詔親征。吏部尚書王直帥隣臣諫，不聽。癸巳，命郕王居守。是日，西寧侯宋瑛、武進伯朱冕與瓦剌戰於陽和，敗沒。」
22. ↑  《明史》（卷173）：其秋，也先大舉寇大同，亨及西寧侯宋瑛、武進伯朱冕等戰陽和口。瑛、冕戰沒，亨單騎奔還。
23. ↑  《明史紀事本末》（卷32）：“秋七月，也先图犯边，其势甚张。侍讲徐呈语其友刘溥曰：“祸不远矣！”亟命妻子南归，皆重迁，有难色。呈怒曰：“尔不急去，不欲作中国妇耶！”乃行。八日，也先大举入寇，兵锋锐甚。大同兵失利，塞外城堡，所至陷没。边报日至，乃遣驸马都尉井源等四将，各率兵万人出御之。源等既行，太监王振劝上亲征。”
24. 1 2 3  孟修. . 《中国长城博物馆》.   [2011年第2期]. （原始内容存档于2021-01-14）.
25. ↑  《明史紀事本末》（卷32）：遂偕王振并官军五十余万人，至龙虎台驻营。方一鼓，众军讹相惊乱，皆以为不祥。明日，出居庸关，过怀来，至宣府。连日风雨，人情汹汹，声息愈急。随驾诸臣连上章留，振怒，悉令掠阵。未至大同，兵士已乏粮，僵尸满路。寇亦佯避，诱师深入。
26. ↑  《明史紀事本末》（卷32）：“八月戊申朔，至大同。振又欲进兵北行，邝请回銮，振矫旨令与王佐随老营。乘马蹀躞而前，坠地几殆。王佐竟日跪伏草中请还。钦天监正彭德清斥振曰：“象纬示警，不可复前。若有疏虞，陷乘舆于草莽，谁执其咎？”学士曹鼐曰：“臣子固不足惜，主上系天下安危，岂可轻进！”振怒曰：“倘有此，亦天命也!”
27. ↑  《明史紀事本末》（卷32）：「八月戊申朔，至大同。振又欲進兵北行，……於是井源等報敗踵至。……鎮守大同中官郭敬密言於振，勢決不可行，振始有還意。
28. ↑   《明史》（10）：「八月戊申，次大同。鎮守太監郭敬諫，議旋師。」
29. ↑  《明史紀事本末》（卷32）：「明日班師，大同總兵郭登告學士曹鼐等，車駕入，宜從紫荊關，庶保無虞。王振不聽。振，蔚州人，因欲邀駕幸其第；既又恐損其禾稼，行四十里，復轉而東。還至狼山，追騎且及。」
30. ↑  《明史》（卷10）：「庚申，瓦剌兵大至，恭順侯吳克忠、都督吳克勤戰沒，成國公朱勇、永順伯薛綬救之，至鷂兒嶺遇伏，全軍盡覆。辛酉，次土木，被圍。」
31. ↑  《明史紀事本末》（卷32）：「十三日庚申，遣朱勇等率三萬騎禦之。勇無謀，進軍鷂兒嶺，敵於山兩翼邀阻夾攻，殺掠殆盡。是日，駕至土木，日尚未晡，去懷來僅二十里。眾欲入保懷來，以王振輜重千餘兩未至，留待之。鄺埜再上章請車駕疾驅入關，而嚴兵為殿。不報。又詣行殿力請，振怒曰：「腐儒安知兵事！再妄言必死！」埜曰：「我為社稷生靈，何得以死懼我！」振愈怒，叱左右扶出。遂駐土木。旁無水泉，又當敵衝。」
32. ↑  《明史紀事本末》（卷32）：「十四日辛酉，欲行，敵已逼，不敢動。人馬不飲水已二日，饑渴之甚，掘井深二丈不得水。其南十五里有河，已為也先所據。也先分道自土木傍麻谷口入，守口都指挥郭懋拒战终夜，敌益增。」
33. ↑  《明史紀事本末》（卷32）：「十五日壬戌，敵遣使持書來，以和為言。遂召曹鼐草敕與和，遣二通事與北使偕去。振急傳令移營，踰塹而行，迴旋之間，行伍已亂。南行未三四里，敵復四面攻圍，兵士爭先奔逸，勢不能止。鐵騎蹂陣而入，奮長刀以砍大軍，大呼解甲投刀者不殺。眾裸袒相蹈藉死，蔽野塞川，宦侍、虎賁矢被體如蝟。上與親兵乘馬突圍不得出，被擁以去。英國公張輔，尚書鄺埜、王佐，學士曹鼐、張益而下數百人皆死。從臣得脫者蕭惟禎、楊善等數人。」
34. ↑  《明史》（卷10）：「壬戌，師潰，死者數十萬。英國公張輔，泰寧侯陳瀛，駙馬都尉井源，平鄉伯陳懷，襄城伯李珍，遂安伯陳塤，修武伯沈榮，都督梁成、王貴，尚書王佐、鄺埜，學士曹鼐、張益，侍郎丁鉉、王永和，副都御史鄧棨等，皆死，帝北狩。」
35. ↑  《明史》（卷176）：「李賢，字原德，鄧人……，改文選。扈從北征，師覆脫還。」
36. ↑  《明史·英宗本紀》（卷10）：辛酉，次土木，被围。壬戌，师溃，死者数十万。英国公张辅，奉宁侯陈瀛，驸马都尉井源，平乡伯陈怀，襄城伯李珍，遂安伯陈埙，修武伯沈荣，都督梁成、王贵，尚书王佐、邝埜，学士曹鼐、张益，侍郎丁铉、王永和，副都御史邓棨等，皆死，帝北狩。
37. ↑  《明史·列传》（卷170）：“时京师劲甲精骑皆陷没，所余疲卒不及十万，人心震恐，上下无固志。”
38. ↑  《明史紀事本末》（卷32）：「初，師既敗，上乃下馬盤膝面南坐。」
39. 1 2  《明史紀事本末》（卷29）：「八月，師潰於土木，帝北狩。護衛將軍樊忠者，從帝旁以所持棰捶死振，曰：「吾為天下誅此賊！」遂突圍殺數十人，死之。」
40. ↑  《明史紀事本末》（卷32）：「軍士脫者踰山墜谷，連日饑餓，僅得達關。騾馬二十餘萬，並衣甲器械輜重，盡為也先所得。太監喜寧降於也先，盡以中國虛實告之。」
41. ↑  《明英宗实录》卷一百八十一：癸亥......時京師戒嚴，羸馬疲卒，不滿十萬。
42. ↑  《明英宗实录》卷一百八十一：癸亥......人心恟恟，羣臣聚哭于朝。議戰守，有欲南遷者。尚書胡濙曰：“文皇定陵寢于此，示子孫以不拔之計。”侍郎于謙曰：“欲遷者可斬。為今之計，速召天下勤王兵，以死守之。”學士陳循曰：“于侍郎言是。”眾皆曰是，而禁中尚疑懼，皇太后以問，太監李永昌對曰：“陵廟宮闕在茲，倉廩府庫百官萬姓在茲，一或播遷，大事去矣，獨不監南宋乎？”因指陳靖康事，辭甚切。太后吾由是，中外始有固志。天下臣民聞車駕之北，莫不痛恨號泣不已云。
43. ↑  《明英宗实录》卷一百八十一：乙丑，皇太后勑郕王祁鈺：“邇者虜寇犯邊，皇帝率六軍親征，已嘗勑爾朝百官。今尚未班師，國家庶務不可久曠，特命爾暫總百官，理其事。爾尚夙夜秪勤，以率中外，毋怠其政，毋忽其眾，欽哉。”又勑文武羣臣，凡合行大小事務，悉啟王，聽令而行，毋致違怠。
44. ↑  《明英宗实录》卷一百八十一：丁卯，司禮監太監金英傳奉：“皇太后聖旨，今立皇帝庶長子見深為皇太子。該衙門便整理合行事宜，擇日具儀以聞。”
45. ↑  《明英宗实录》卷一百八十一：癸亥，虜眾奉車駕次雷家站。以錦衣衛校尉袁彬來見，上問：“能識字否？”彬對曰：“能。”遂令侍左右，是日，命彬以書與千戶梁貴回京取九龍蟒龍叚匹及珎珠六托金二百兩、銀四百兩去賜也先。
46. ↑  明史（卷10）：「辛酉，次土木，被圍。壬戌， 師潰，死者數十萬。英國公張輔，泰寧侯陳瀛，駙馬都尉井源，平鄉伯陳懷，襄城伯李珍，遂安伯陳塤，修武伯沈榮，都督梁成、王貴，尚書王佐、鄺埜，學士曹鼐、張益，侍郎丁鉉、王永和，副都御史鄧棨等，皆死，帝北狩。」
47. ↑  《明史》（卷167）：「英宗之出也，備文武百官以行。六師覆於土木，將相大臣及從官死者不可勝數，英國公張輔及諸侯伯自有傳，其餘姓氏可考者，卿寺則龔全安、黃養正、戴慶祖、王一居、劉容、凌壽，給事、御史則包良佐、姚銑、鮑輝、張洪、黃裳、魏貞、夏誠、申祐、尹竑、童存德、孫慶、林祥鳳，庶寮則齊汪、馮學明、王健、程思溫、程式、逯端、俞鑑、張瑭、鄭瑄、俞拱、潘澄、錢昺、馬預、尹昌、羅如墉、劉信、李恭、石玉。景帝立，既贈卹諸大臣，自給事、御史以下，皆降敕褒美，錄其子為國子生，一時卹典綦備云。」
48. ↑  白寿彝 ：《中国通史》，上海人民出版社，1995年
49. ↑  《明史》卷十，本纪第十，英宗前纪
50. ↑  新华网. .   [2010年8月31日]. （原始内容存档于2017年7月5日）.
51. ↑  YouTube上的CCTV百家讲坛 大明疑案（上部）16 英宗被俘之谜